# John Diefenbaker
John George Diefenbaker (ur. 18 września 1895 w Neustadt, zm. 16 sierpnia 1979 w Ottawie) – premier Kanady z ramienia Partii Konserwatywnej od 21 czerwca 1957 do 22 kwietnia 1963.
Diefenbaker ukończył studia w dziedzinie nauk politycznych i ekonomii, a następnie studiował prawo na University of Saskachewan. Dyplom prawa uzyskał w 1919. W czasie I wojny światowej służył w armii w randze porucznika. Pracował jako prawnik (prawo kryminalne) w Saskatchewan.
Diefenbaker zaangażował się w politykę wstępując do Partii Konserwatywnej w Saskatchewan. W latach 1936–1938 był jej liderem. W późniejszych latach został partyjnym aktywistą na federalnym poziomie by w roku 1956 wysunąć się do roli przywódcy partii. Pozostał liderem Partii Konserwatywnej do roku 1967. W 1957 po wygranych wyborach został premierem Kanady.
W okresie rządów Diefenbakera uchwalono Canadian Bill of Rights w 1960. Diefenbaker przeszedł jednak do historii poprzez swą kontrowersyjną decyzję zaprzestania badań nad rewelacyjnym, militarnym odrzutowcem CF-105 Arrow, który był najbardziej zaawansowaną konstrukcją lotniczą swych czasów, zaprzepaszczając w ten sposób szansę Kanady znalezienia się w czołówce krajów tworzących najnowocześniejsze technologie lotnicze i kosmiczne. Zamiast tego zakupił amerykański system obrony przeciwrakietowej Bomarc (The Bomarc Missile Program), który już w czasie instalowania był przestarzały i nigdy nie spełnił swych funkcji.
Diefenbaker zmarł w 1979. Został pochowany na terenie University of Saskatchewan w Saskatoon.